# Puchar Polski w piłce nożnej kobiet (2003/2004)
Puchar Polski w piłce nożnej kobiet (2003/2004) – turniej o kobiecy Puchar Polski w piłce nożnej, zorganizowany przez Polski Związek Piłki Nożnej na przełomie 2003 i 2004 roku. Tytuł zdobył AZS Wrocław, pokonując w finale Medyk Konin 3:2.

## Pierwsza runda
Mecze rozgrywano od 6 marca do 20 kwietnia 2004 roku.
- AZS Wrocław - wolny los

| Drużyna 1             | Wynik         | Drużyna 2                       |
| --------------------- | ------------- | ------------------------------- |
| Zamłynie Radom        | 0:1           | Cisy Nałęczów                   |
| Luboński FC           | 0:3           | TKKF Stilon Gorzów Wielkopolski |
| Checz Gdynia          | 0:2           | Atena Poznań                    |
| Rolnik Biedrzychowice | 1:4           | Czarni Sosnowiec                |
| Delfinek Łuków        | 0:4           | Podgórze Kraków                 |
| Praga Warszawa        | 0:0 (3:2 kar) | Toruński KP                     |
| Gol Częstochowa       | 1:3           | Medyk Konin                     |

## Ćwierćfinały
Mecze rozgrywano 12 maja 2004 roku.
| Drużyna 1       | Wynik | Drużyna 2                       |
| --------------- | ----- | ------------------------------- |
| Medyk Konin     | 6:0   | Praga Warszawa                  |
| Podgórze Kraków | 0:6   | Czarni Sosnowiec                |
| Cisy Nałęczów   | 0:4   | AZS Wrocław                     |
| Atena Poznań    | 1:2   | TKKF Stilon Gorzów Wielkopolski |

## Półfinały
Mecze rozgrywano 2 czerwca 2004 roku.
| Drużyna 1   | Wynik | Drużyna 2                       |
| ----------- | ----- | ------------------------------- |
| Medyk Konin | 2:1   | Czarni Sosnowiec                |
| AZS Wrocław | 10:0  | TKKF Stilon Gorzów Wielkopolski |

## Finał
Finał rozegrano 19 czerwca 2004 roku.
| Drużyna 1   | Wynik | Drużyna 2   |
| ----------- | ----- | ----------- |
| AZS Wrocław | 3:2   | Medyk Konin |